# Макклендон, Джесси Фрэнсис
Джесси Фрэнсис Макклендон (англ. Jesse Francis McClendon; 21 декабря 1880, Ланетт, Алабама — 22 ноября 1976, Харлейсвилл, Пенсильвания) — американский химик и физиолог. Известен тем, что первым выполнил внутрижелудочную pH-метрию с помощью аппаратуры собственной конструкции.

## Биография
Джесси Фрэнсис Макклендон женился первый раз в 1911. От этого брака у него было двое детей. В 1936 он женился вторично, на Мэрин Петерсон (англ. Maren Peterson).
Свои первые академические степени Джесси Фрэнсис Макклендон получил в Техасском Университете: бакалавра — в 1903 году и магистра — в 1904. Затем, в 1906 году, в Пенсильванском университете — доктора философии по зоологии.
После получения степени доктора философии Макклендон преподавал биологию в колледже Рандольфа-Макона в Ашланде, штат Виргиния, затем зоологию в Университете Миссури. С 1909 по 1914 год преподавал гистологию, анатомию и физиологию в Медицинском колледже Корнеллского университета. С 1914 года работал в Медицинской школе Университета Миннесоты, в том числе, с 1920 по 1939 — профессором физиологической химии. Затем вернулся в Филадельфию, с 1939 по 1949 год — профессор-исследователь физиологии в Медицинском Колледже Ганемана, а с 1950 по 1962 — биохимик-исследователь в Медицинском Центре Альберта Эйнштейна.

## Биохимические исследования
Джесси Ф. Макклендон прожил долгую жизнь, большую часть которой, кроме преподавания, активно занимался биохимией и физиологией человека и животных. Макклендон — автор более 100 работ, в которых описываются новые решения разнообразных биохимических задач. Судя по его публикациям, он мог параллельно вести исследования в соседних областях биохимии, постоянно «выдавая на гора» новые и новые результаты. Кроме собственно постановки биохимической задачи и выполнения исследования, он создавал новые конструкции приборов, позволяющих проводить измерения тех или иных параметров.
Д. Ф. Макклендон изучал разные аспекты биохимии морских ежей, земноводных и морских рыб. Целый ряд его работ посвящён крови земноводных, морских рыб, теплокровных и человека: определения кислотности крови, её буферных свойств, определения концентрации в крови углекислого газа и кислорода, а также созданию и использованию измерительной аппаратуры и электродов для измерения параметров крови.
Макклендон исследовал свойства желудочного и кишечного сока человека и животных, в том числе кислотность желудочного содержимого, кислотность двенадцатиперстной кишки и других отделов кишечника.
Несколько лет Макклендон занимался исследованием характеристик пищевых продуктов: кислотностью, содержанием иода, различных витаминов, а также исследованием связи заболеваний зобом с количеством иода в пище.

## Внутрижелудочная pH-метрия
Хотя научные интересы Макклендон довольно разнообразны, в истории науки он остался как основоположник измерений кислотности желудочного сока непосредственно в человеке.
Как писал Е. Ю. Линар в 1968 году: «История создания и применение этого метода (то есть внутрижелудочной pH-метрии) начинается с 1915 года, когда Макклендон впервые описал определение внутрижелудочной кислотности при помощи водородного и каломельного электродов. Конструкция последнего была так хорошо продумана, что претерпела с тех пор лишь незначительные изменения».
Макклендон впервые исследовал изменение кислотности желудка здорового человека при даче ему различных пробных завтраков, а также у разных лиц после получения ими одинаковых завтраков. Он установил, что у всех исследуемых им лиц кислотность в желудке натощак нейтральная (pH = 7), а после пробного завтрака быстро повышается в течение 1,5 — 3-х часов, после чего остаётся стационарной до тех пор, пока пища не покинет желудок. Скорость возрастания кислотности была тем меньше, чем тяжелее оказывалась пища и чем больше белка она содержала.
Джесси Ф. Макклендон установил, что уровень, на который поднимается кислотность, является индивидуальной характеристикой каждого человека.
Кроме исследования кислотопродуцирующей функции желудка, Макклендон был первым, кто исследовал кислотность кишечника in vivo, для чего он делал разрез в стенке живота собаки и вводил в желудок и разные отделы кишечника собак электрод для измерения кислотности.

## pH-зонд Макклендона
Для выполнения внутрижелудочной pH-метрии Макклендоном был разработан «электрод для введения в желудок» (название автора, хотя фактически это был первый одноэлектродный pH-зонд), изображение которого из статьи Макклендона 1915 года дано на рисунке. Основу pH-зонда составляла резиновая трубка L длиной 60 см с внутренним отверстием 3 см. К потенциометру (на рисунке отсутствует) от pH-зонда подходили два медных провода, M и N, в шёлковой оплетке, которые вместе с трубкой были покрыты резиновым клеем и высушены. Нижняя, рабочая часть зонда, сформирована внутри стеклянной трубки J, вставленной одним концом в резиновую. Один провод, М, выходит за пределы резиновой трубки в месте соединения её со стеклянной, а другой, N, — через отверстие Е. Провод N соединяется с платиновой проволокой, которая вплавлена в нижний конец стеклянной трубки. Нижний конец стеклянной трубки А и медно-платиновый переход покрыт сургучом. Капля чистой ртути залита в нижний конец стеклянной трубки так, чтобы контакт с платиновой проволокой был на уровне В. Выше ртути размещено немного каломели, залитой концентрированным раствором хлористого калия С. Оставшаяся часть стеклянной трубки заполнена влажными кристаллами хлористого калия, D. Отверстие Е закрыто замоченной в растворе хлористого калия ватой. Сформированный таким образом каломельный электрод отделён от другой части трубки стеклянной перемычкой F. Выше F на уровне G имеются несколько отверстий, и на уровне этих отверстий через просвет трубки проходит тонкая, покрытая платиной, проволока, которая прикрепляется с помощью пайки к выпуклости (к которой также припаивается провод М) внутри короткого куска трубки на уровне I. Резиновая трубка ведёт к генератору водорода, и тонкая струя водорода попадает через резиновую трубку в стеклянную и выходит наружу через отверстия G, превращая, таким образом, платиновую проволоку от Н до F в водородный электрод.

## Эксперименты Макклендона
Джесси Ф. Макклендон был выдающимся экспериментатором. При этом его не останавливало, что объектом его экспериментов был живой человек. Первый, весьма громоздкий pH-зонд, в который постоянно подводился водород, он проглатывал, вплоть до двенадцатиперстной кишки, сам. В статье 1920 года он описывает (в соавторстве с F. J. Myers), как исследовалось содержимое двенадцатиперстной кишки соавтора этой работы. Известен его эксперимент, когда студент-доброволец в течение 13 недель питался только одними гамбургерами и водой. С годами было подтверждено, что участие в эксперименте не повлияло на здоровье этого студента.